# Kleptochthonius multispinosus
Espèce
Synonymes
- Heterochthonius multispinosus Hoff, 1945

Kleptochthonius multispinosus est une espèce de pseudoscorpions de la famille des Chthoniidae.

## Distribution
Cette espèce est endémique des États-Unis. Elle se rencontre en Alabama, au Mississippi, au Tennessee, en Caroline du Nord, en Virginie, au Kentucky, en Illinois et au Missouri.

## Description
Les mâles mesurent de 1,51 à 2,10 mm et les femelles de 1,51 à 2,32 mm.

## Publication originale
- Hoff, 1945 : Pseudoscorpions from North Carolina. Transactions of the American Microscopical Society, vol. 64, p. 311-327.